# Teoría monetaria moderna
La teoría monetaria moderna (TMM, también conocida por el acrónimo inglés MMT, de Modern Monetary Theory) o neocartalismo, es una teoría económica heterodoxa que describe y analiza las economías modernas en las cuales la moneda nacional es una moneda fiduciaria, o dinero fiat, emitida por el Estado y de curso legal y forzoso. El punto clave de la TMM es que "un Estado monetariamente soberano es el proveedor monopolista de su moneda y puede emitir moneda de cualquier denominación en formas físicas o no físicas. Como tal, tiene una capacidad ilimitada para pagar los bienes que desea comprar, cumplir con los pagos prometidos en el futuro, y posee una capacidad ilimitada para proporcionar fondos a los otros sectores, por lo que la insolvencia y la bancarrota de este Estado no es posible, siempre puede pagar".
La teoría monetaria moderna es controvertida, y ha sido cuestionada por su integridad teórica 90,por las implicaciones de las recomendaciones de política monetaria de sus proponentes y por cuánto son realmente divergentes de la macroeconomía ortodoxa91. La TMM se opone al entendimiento más común de la teoría macroeconómica y ha sido criticada duramente por economistas ortodoxos92 93 9495
La teoría se basa en el cartalismo expuesto por primera vez por el economista alemán Georg Friedrich Knapp en 1895, con la importante contribución de Alfred Mitchell-Innes. El chartalismo influyó en los años 1930 en el Tratado sobre el dinero de John Maynard Keynes, que cita a Knapp y chartalismo en la página inicial.
En los sistemas financieros soberanos, los bancos privados pueden crear dinero, pero estas transacciones "horizontales" no aumentan los activos financieros netos, ya que los activos se compensan con los pasivos, aunque sí lo harán para distintos agentes o sectores. "El balance del gobierno no incluye ningún instrumento monetario nacional en su activo; no posee dinero. Todos los instrumentos monetarios emitidos por el gobierno están en su lado del pasivo y se crean y destruyen con el gasto y las ofertas de impuestos / bonos, respectivamente ". Además del gasto deficitario, los efectos de valoración, por ejemplo, el crecimiento del precio de las acciones pueden aumentar los activos financieros netos. El dinero "vertical" (ver abajo) entra en circulación a través del gasto estatal. La fiscalidad y su poder legal para el pago de la deuda establecen el dinero fiduciario como moneda, dándole valor mediante la creación de la demanda en forma de una obligación de pagar impuestos. Además, multas, honorarios y licencias también crean demanda de la moneda. Puede ser la moneda emitida por el gobierno, o una moneda extranjera como el euro. La obligación impositiva continua, junto a la confianza privada y la aceptación de la moneda, mantiene su valor. Debido a que el gobierno puede emitir su propia moneda a voluntad, la TMM sostiene que el nivel de impuestos respecto al gasto gubernamental (el déficit o el superávit presupuestario) es en realidad un instrumento de política que regula la inflación y el desempleo y no un medio de financiarse per se.
Para algunos autores, esta teoría describe el sistema monetario vigente desde la abolición del patrón oro en 1971 mediante el Acuerdo Smithsoniano. Algunos economistas post-keynesianos apoyan esta teoría.

## Antecedentes
Las raíces de la Teoría Monetaria Moderna es la teoría estatal del dinero o chartalismo, elaborada por el economista alemán del siglo XIX Georg Friedrich Knapp, Y además asimila una síntesis de la teoría del crédito del dinero de Alfred Mitchell-Innes, las propuestas de las finanzas funcionales de Abba Lerner, las opiniones de Hyman Minsky sobre el sistema bancario y el enfoque de balances sectoriales de Wynne Godley.
Knapp, en 1905, escribió que "el dinero es una criatura de la ley" más que una mercancía. En el momento de escribir el patrón oro estaba vigente, y Knapp contrastó su teoría estatal del dinero con la visión del "metalismo", según la cual el valor de una unidad monetaría dependía de la cantidad de metal precioso que contenía o podía ser intercambiado. Sostuvo que el Estado puede crear billetes sin respaldo en ningún bien y hacerlos intercambiables reconociéndolos como moneda de curso legal, con el criterio de que el dinero de un estado es "el que se acepta en las oficinas públicas de pago". La Hiperinflación en la República de Weimar supuso el desprestigio de esta visión.
La opinión dominante era que el dinero había evolucionado de los sistemas del trueque para convertirse en un medio de intercambio porque representaba un artículo duradero que tenía cierto valor de uso. Pero los partidarios del TMM como Randall Wray y Mathew Forstater sostienen que las declaraciones más generales parecen apoyan una opinión chatralista del dinero de papel impulsado por los impuestos aparecen en los escritos anteriores de muchos economistas clásicos, incluyendo a Adam Smith, Jean-Baptiste Say, John. S. Mill, Karl Marx y William Stanley Jevons
Alfred Mitchell-Innes (ministro o asesor en Siam, Egipto y Uruguay) escribió, en 1914, que el dinero no existía como un medio de intercambio (chocando con la visión tradicional de las funciones del dinero) sino como un estándar de pago diferido, con el dinero del gobierno como deuda que el gobierno podía reclamar mediante impuestos.:

Cada vez que se impone un impuesto, cada contribuyente se hace responsable del rescate de una pequeña parte de la deuda que el gobierno ha contraído por sus emisiones de dinero, ya sean monedas, certificados, billetes, letras de cambio o por cualquier nombre que este dinero sea llamado.  Tiene que adquirir su parte de la deuda de algún poseedor de una moneda o certificado u otra forma de dinero del gobierno y presentarlo al Tesoro en liquidación de su deuda legal.  Él tiene que redimir o cancelar esa porción de la deuda ... La redención de la deuda pública por los impuestos es la ley básica de la acuñación y de cualquier emisión de "dinero" del gobierno en cualquier forma.
Alfred Mitchell-Innes The Credit Theory of Money The Banking Law Journal

John Maynard Keynes cita a Knapp y el "chartalismo" en las primeras páginas de su Treatise on Money (Tratado sobre el dinero) de 1930 y parecen haber influido en las ideas keynesianas sobre el papel del Estado en la economía.
En 1947, cuando Abba Lerner escribió su artículo El dinero como criatura del Estado, los economistas, en gran medida, habían abandonado la idea de que el valor del dinero estaba estrechamente ligado al oro. Lerner sostuvo que la responsabilidad de evitar la inflación y las depresiones recaía sobre el estado debido a su capacidad para crear e imponer el dinero. al considerar que la inflación era únicamente un fenómeno monetario, descartando la inflación por motivos de costes (como el shock petrolífero de los años 1970s) o la inflación por aumentos de la demanda.
El chartalismo es una teoría complementaria a la teoría del circuito monetario porque originalmente está diseñado para explicar las llamadas "interacciones verticales", es decir, desde el sector público a privado y viceversa, mientras que la teoría de circuito surge para ilustrar las llamadas "interacciones horizontales", es decir, entre propietarios. Entre estos últimos se incluye el concepto, que resulta de la escuela horizontalismo, el dinero-crédito es decir, la oferta de dinero en forma de crédito.
El término teoría monetaria moderna fue acuñado posteriormente por el economista australiano Bill Mitchell , inspirado por una frase en el Tratado Keynes. Debido a estos orígenes, esta teoría también se conoce con el nombre de "neo-chartalismo".

## Descripción y conceptos

### Las transacciones verticales
La teoría monetaria moderna define cada transacción entre el sector público y el sector no público con el término "transacción vertical." Dentro del sector público se incluye tanto al tesoro como al banco central, mientras que el sector no público, o no gubernamental, comprende todos los particulares y las entidades privadas, incluyendo el sistema de bancos comerciales, empresas y el sector exterior, es decir, los compradores y vendedores extranjeros.
En cualquier período de tiempo determinado, el presupuesto estatal puede estar en déficit o en superávit. El déficit se produce cuando el Estado gasta más de lo que recauda mediante impuestos; mientras que el superávit ocurre cuando recaudan más de lo que se gasta. Por lo tanto, de acuerdo con la teoría monetaria moderna, como cuestión contable, se deduce que los déficit presupuestarios del Estado agregan activos financieros netos al sector privado. Esto se debe a que un déficit presupuestario significa que el Estado ha depositado más dinero en cuentas bancarias privadas de lo que ha eliminado en impuestos. Un superávit presupuestario significa lo contrario: en total, el Estado a través de impuestos ha retirado más dinero de las cuentas bancarias privadas que ha invertido en gastos.
En resumen, por definición, los déficit presupuestarios son equivalentes a agregan activos financieros netos al sector privado; mientras que el superávit presupuestario eliminan los activos financieros del sector privado. Esto está representado en la teoría macroeconómica por la identidad del ingreso nacional:
Donde G representa el gasto público, T los impuestos, S e I son el ahorro y la inversión del sector privado y NX son exportaciones netas.
La conclusión que saca la TMM basándose en esta hipótesis es que sólo es posible que el sector no gubernamental acumule un superávit, ahorros netos, si el Estado incurre en déficit presupuestarios. De lo contrario, se requiere que el sector privado debe hacer un "ahorro" negativos (desahorro), es decir, reducir sus ahorros, cuando el Estado adopta un superávit presupuestario. En esta visión, el sector exterior (con sus implicaciones en términos de solicitar el pago de esa deuda) queda subsumido como si un agente privado doméstico más se tratase. 
La teoría monetaria moderna, por tanto, no suscribe la idea apoyada por algunos keynesianos, en períodos de alta demanda siempre es necesita un superávit presupuestario. De acuerdo con el sistema descrito anteriormente, el superávit presupuestario disminuye el ahorro privado neto, y durante un período de alta demanda efectiva, puede causar una dependencia de los particulares del sector bancario con el fin de financiar sus hábitos el consumo, lo cual se produce en la medida en que dichos gastos se financien a crédito y no con el ahorro pasado. Los economistas de la TMM generalmente abogan por déficits presupuestarios tanto si el sector privado quiere ahorrar y utilizar plenamente los recursos reales, por ejemplo, el pleno empleo. Como la mayoría de los sectores privados quieren un ahorro neto y globalmente, los saldos externos deben sumar cero. Más concretamente, esta teoría sugiere que es necesaria una situación de déficit presupuestarios persistentes con el fin de lograr un crecimiento económico sostenido en el tiempo, evitando el peligro de deflación. La teoría monetaria moderna, afirma, además, que sólo en el caso de que la economía tenga una demanda agregada excesiva y se encuentre en una situación de riesgo de inflación real, es decir, el auge económico, sería, por tanto, esencial reducir el déficit público mediante la aplicación de una política de superávit.

### El papel de los impuestos
En un sistema de moneda de curso legal, el Estado tiene el poder de crear todo el dinero y, por tanto, nunca puede estar en bancarrota y quebrar, pues podrá crear y poner en circulación la cantidad requerida para salir de ese estado. Por tanto, no funcionaría en tanto al gasto público, sería inútil que el sistema funcione obligando a la gente a utilizar únicamente el dinero puesto en circulación, también son necesarias cuotas para impedir un "recalentamiento" de la economía y controlar la inflación.
Según esta teoría no hay ninguna razón para que el presupuesto estatal permanezca en equilibrio entre gastos e ingresos. Idealmente los impuestos deben incrementarse en el proceso de expansión y reducirse en recesión. El equilibrio entre los grupos sociales no debe llevarse a cabo mediante el aumento de impuestos a los ricos si no aumentando el gasto para los pobres.
En este sistema los impuestos no juega ningún papel en las finanzas del gasto público, sino para hacer efectivo el control del Estado sobre la moneda, la cantidad de dinero en circulación y su velocidad.
El dinero entra en circulación a través de los gastos del Gobierno. Es decir, el dinero se crea primero y luego entra en circulación mediante el gasto del Estado y se elimina mediante los impuestos. La tributación se emplea para dar efecto a la adopción de la moneda fiduciaria, da valor creando la demanda en forma obligatoria de imposición que sólo puede ser satisfecha con la moneda nacional. La obligación de pagar impuestos con la moneda nacional, combinado con la confianza y la aceptación de la moneda por los ciudadanos, contribuye de manera significativa a la preservación del valor de la moneda a través del tiempo, es decir para controlar la inflación.

### Los efectos de la naturaleza del dinero sobre la economía pública y privada
La afirmación de que la moneda es una "criatura del Estado" implica que no hay razón para que el gasto público debe ser cubierto por el importe de los impuestos. El Estado puede gastar sin antes haber decomisados los ingresos fiscales y por lo tanto se puede utilizar todos los recursos necesarios para aumentar la actividad económica y el empleo. En consecuencia, según los economistas de la teoría monetaria moderna, incluyendo James Kenneth Galbraith la posibilidad que la moneda permita un aumento de la producción permite al estado incurir en déficit presupuestario, casi sin límites, sin una apreciable peligro de inflación, incluso cuando se trata de pleno empleo. Sostienen además que, durante las crisis económicas, la sustracción de oferta de dinero en circulación, causada por las políticas dirigidas a la obtención de los excedentes en el presupuesto estatal, da como resultado un agotamiento de los sistemas productivos, ciudadanos y empresas. Se privar de un dinero que de otro modo se utiliza para alimentar la economía. El excedente en el presupuesto nacional lo convierte en un protector de estado de la red y en paralelo hace que el sector privado un deudor neto. Por lo tanto, el efecto de las políticas de Estado orientadas a la búsqueda del excedente presupuestario obliga al sector privado a tomar prestado, lo que se reduce la riqueza de los ciudadanos. Por el contrario, el déficit en el presupuesto estatal contribuye a la riqueza y asegurar el sector privado, y la deuda pública resultante de esta deficiencia es, pues, una expresión de la mejora de las condiciones económicas de los ciudadanos. El déficit y la deuda pública son, por lo tanto, instrumentos a disposición del Estado, dirigida a lograr el máximo empleo y la capacidad productiva de una nación.

### Ahorro privado y la industria del crédito
La teoría monetaria moderna describe el ahorro privado como funcional para el aumento de la renta nacional. Por tanto, el gasto deficitario del gobierno tiene objetivo de estimular la actividad económica. Lo que aumenta el producto interno bruto es el ingreso nacional y por lo tanto también el ahorro privado. La actividad del sector bancario en la concesión de préstamos varía en función de la demanda de crédito por parte del sector privado. En la situación del déficit público, el estado con soberanía monetaria introduce dinero en el sistema económico con el fin de financiar la compra de bienes y servicios por parte de individuos y empresas privadas que pagan a sus empleados con este dinero, por lo tanto, creando un efecto dominó que afecta a la masa monetaria en circulación y la velocidad de circulación de la moneda. Este proceso tiende a reducir la demanda de préstamos en contra de la industria del crédito. Esto también reduce las tasas de interés requeridas por la industria del crédito para la concesión de préstamos a los individuos.

### Opcionalidad de mantener un mercado de valores públicos
La capacidad de emitir dinero para financiar el sector público significa que el Estado no tiene la necesidad de pedir dinero prestado a los compradores privados de bonos estatales. Como resultado, el Estado no está sujeto a aceptar las tasas de interés impuestas por el mercado de los bonos de deuda pública. De acuerdo con la teoría monetaria moderna, por tanto, es una medida opcional y no obligatoria, mantener un mercado de valores públicos en un país con soberanía monetaria.

### La deuda y la moneda en el sector público y la banca
Esta teoría considera que el análisis y la comprensión de la utilización de las reservas de contabilidad es crucial para la comprensión de las interacciones entre los sectores públicos y privados. Dicha teoría presta especial atención a la realidad operativa de la interacción entre el gobierno, el banco central y el sector de la banca comercial.
En un país con soberanía monetaria, por lo general el Tesoro mantiene una cuenta corriente en el banco central. A través de esta cuenta del Tesoro gasta, recibe los impuestos y otras entradas. Además, todos los bancos comerciales tienen igualmente una cuenta corriente en el banco central. Esto permite que el sector de la banca comercial gestionar sus reservas, que son la cantidad de dinero disponible a corto plazo en poder de cada banco comercial.
Así, cuando el Estado gasta, el banco central cobra la cuota a la cuenta del Tesoro. A su vez, el tesoro deposita este dinero en las cuentas corrientes del sector privado y, por lo tanto, dentro del sistema bancario comercial. Así, este flujo aumenta las reservas totales del sector bancario desde la publicación de esta deuda corresponde a un equivalente de entrada de dinero en la economía privada. Los impuestos, sin embargo, funcionan exactamente al contrario: extraen recursos y por lo tanto las cuentas privadas se cargan con una deuda con el gobierno, lo que hace bajar las reservas del sistema bancario comercial.

### El control sobre la tasa de interés y sus efectos sobre el sistema bancario comercial
Prácticamente todos los bancos centrales establecen un objetivo sobre la tasa de interés (cita req.). Para lograrlo, de acuerdo con esta teoría, el banco central solo tiene la opción de intervenir activamente dentro de la banca comercial.
En la mayoría de los países las reservas de los bancos comerciales depositadas en el banco central debe tener un balance positivo al final del día; en otros países la cantidad se fija específicamente en proporción de los pasivos que un banco posee (por ejemplo, sus depósitos de clientes). Este requisito recibe el nombre de coeficiente de caja orequisito de reserva. Al final de cada día, un banco comercial debe examinar la situación financiera de las reservas presentes en sus cuentas corrientes. Los bancos que se encuentran en déficit tienen la opción de pedir prestado los fondos necesarios para mantener la tasa de encaje al banco central, pegando un tipo deudor (a veces llamado tasa de descuento) sobre la cantidad prestada. Por otro lado, los bancos que tienen exceso de reservas, simplemente pueden dejar estos excedentes dentro del banco central y obtener una tasa de apoyo (pagos de manutención) por estos. Alguna nación, como Japón, tiene una tasa de apoyo de cero. Incluso negativas.
Cuando un banco tiene más reservas de las necesarias para cumplir el requisito de reserva, trata de vender sus estas reservas adicionales a los bancos que están en déficit. Esto se conoce como el mercado de préstamos interbancarios. El banco con excedentes intenta obtener una tasa más alta que la tasa de apoyo con la que el banco central retribuye las reservas, mientras que los bancos en déficit buscan pagar una tasa inferior a la de descuento que el banco central requiere para el préstamo, y que es notoriamente elevada. Por lo que se prestan las reservas entre sí hasta que cada banco alcanza el requisito de reserva. En un sistema equilibrado, es decir con suficientes reservas totales disponibles para todos los bancos para cumplir con los requisitos, la tasa de interés interbancaria a corto plazo se situara entre de la tasa de apoyo y la tasa de descuento.
Por otro lado, la teoría monetaria moderna hace hincapié en el efecto del gasto público sobre este proceso. Si, en un día dado, el estado gasta más de recauda, los activos financieros netos se incluyen, por tanto, dentro del sistema bancario. Esto conduce a un exceso de reservas dentro de todo el sistema. En este caso, el intento de prestar el exceso de reservas a la tasa de interés de corto plazo empuja hacia abajo la tasa de apoyo (o cero, si no se espera que la tasa de apoyo). Esto significa que cuando hay un excedente en el sistema, y todos los bancos puede soportar las exigencias de reservas, no habrá demanda de estas reservas en excedente. La tasa de interés que cobran los bancos sobre las reservas caería por lo que la tasa de apoyo: en este punto los bancos mantendrían reservas excedentes en el banco central y ganarían la tasa de apoyo. Por lo tanto, la teoría monetaria moderna considera que la teoría tradicional de desplazamiento (el llamado efecto de exclusión, o "desplazamiento"), en virtud del cual se considera el gasto público es necesariamente malo debido a la subida de los tipos de interés que genera El gasto del gobierno, de acuerdo con la teoría monetaria moderna, empuja el tipo de interés a corto plazo a la baja. tensiones teoría monetaria moderna, sin embargo, que los bonos a largo plazo como los bonos del Estado a largo plazo pueden afectar a la estructura temporal, que es el término, la tasa de interés. En situaciones de incertidumbre económica, por ejemplo, la deuda a largo plazo puede no ser deseada por el mercado, y esto puede, para este tipo particular de la deuda, resultar que se pide un alto interés lo que influye en la curva de rendimiento. Para evitar este fenómeno, los economistas de la teoría monetaria moderna afirman que es preferible que el estado evite totalmente emitir valores a largo plazo y, por tanto, limitarse únicamente a la emisión de bonos a corto plazo. O, en su defecto, con el fin de eliminar cualquier posible riesgo asociado con el uso de estos instrumentos financieros, el estado puede también decidir dejar de emitir por completo cualquier nueva emisión de valores y bonos.
El caso contrario ocurre cuando el estado recibe más impuestos en un día particular de lo que gasta. En este caso se concreta la posibilidad de que un déficit de reserva se manifiesta en todo el sistema. Como resultado, se requerirán fondos excedentes en el mercado interbancario y en consecuencia la tasa de interés a corto plazo se elevará a la tasa de descuento. Por lo tanto, si el banco central quiere mantener una tasa de interés en algún lugar entre la tasa de apoyo y la tasa de descuento, debe llevarse a cabo mediante el ajuste de la liquidez global en el sistema para asegurarse que siempre se mantiene la cantidad correcta de reservas en el sistema bancario. El banco central puede hacerlo a través de una transacción vertical, como compra y venta de bonos del gobierno en el mercado abierto. El día en que las reservas en el sistema bancario están en exceso, el banco central, por tanto, puede intervenir mediante la emisión de moneda también en forma de bonos del gobierno, y por lo tanto también con la venta de bonos del gobierno, eliminando por lo tanto, las reservas del sistema bancario cuando los individuos privados mueven sus fondos para pagar la compra de dichos valores. El día en que, por el contrario, las reservas en el sistema bancario son insuficientes, el banco central puede comprar bonos gubernamentales en poder de los particulares añadiendo así a las reservas al sistema bancario. Es importante tener en cuenta que el banco central puede comprar títulos simplemente mediante la creación de dinero sin recibir fondos de ninguna manera. Es una inyección de reservas directamente dentro del sistema bancario. Como resultado, la teoría monetaria moderna implica que el banco central de un país no es capaz de influir en las decisiones relacionadas con el gasto público . Si un banco central quiere lograr sus objetivos con respecto a la tasa de interés, entonces se puede comprar y vender bonos del gobierno en el mercado abierto para mantener la cantidad adecuada de reservas en el sistema.

### Las transacciones horizontales
La teoría monetaria moderna define cualquier transacción dentro del sector privado, incluyendo el sistema de la banca comercial, con el término "transacción horizontal", incluyendo la expansión de la oferta monetaria amplia a través de la extensión del crédito por parte de los bancos.
Para esta teoría, el concepto de multiplicador monetario, es engañoso. puesto que un banco está completamente restringido en préstamos a través de los depósitos que posee y su requerimiento de capital. Los préstamos bancarios siempre crean una deuda y un depósito de igual tamaño. En consecuencia, el importe neto de los activos financieros (depósitos y pasivos) no se puede cambiar a través de la banca. Obviamente los depósitos creados a través de préstamos activos del banco aumentaron la oferta de dinero. Sin embargo hay que destacar que los bancos comerciales no pueden crear activos financieros sin crear un pasivo correspondiente, ya que sólo el sector público - en particular, el banco central - es capaz de hacer esto. (Véase, en este sentido, las transacciones verticales) Posteriormente estos depósitos pueden ser transferidos de un banco a otro, y esto tiene que ser equilibrado al final del día para cumplir con los requisitos de reserva. En lugar de ser una limitación práctica de los préstamos, el costo de obtener préstamos del mercado interbancario (o del banco central) representa una consideración de rentabilidad cuando el banco privado presta más de su reserva y / o requisitos de capital (ver interacción entre Gobierno y el sector bancario ).
Según esta teoría, el crédito bancario se debe considerar como un "apalancamiento" de la base monetaria y no como un aumento de los activos financieros netos de una economía: solo el gobierno o el banco central puede emitir dinero de alta potencia sin responsabilidad correspondiente. Stephanie Kelton sostiene que el dinero bancario es generalmente aceptado en el pago de la deuda y los impuestos debido a las garantías estatales, pero que el dinero emitido por el estado se encuentra encima de una "jerarquía de dinero".

### El sector exterior
NOTA: Algunos economistas de la TMM ven esta distinción como engañosa, considerando el área monetaria como un sistema cerrado, y no diferencian entre los sectores externo y doméstico. Consideran el mundo como un sistema cerrado dividido en varias áreas monetarias, no necesariamente el tamaño de un país

#### Importaciones y exportaciones
La teoría monetaria moderna considera la importación y exportación en el marco de las transacciones horizontales. Sostiene que las exportaciones representan, si hay tipos de cambio flotantes y utilizan distintas monedas, el deseo del país exportador de obtener divisas del país importador en lugar de que sea la demanda de bienes por parte de otros países la que explique el comercio. El siguiente ejemplo hipotético es consistente con el funcionamiento de las transacciones internacionales y se puede utilizar para ilustrar los conceptos básicos de la teoría, la importación y exportación:
"Un importador australiano (elemento A) necesita pagar por algunos bienes japoneses. El importador irá a su banco y le pedirá que transfiera 1000 yenes a la cuenta bancaria japonesa de la empresa japonesa (elemento B). Después de buscar los tipos de cambio relevantes para ese día, el banco le informará que esto le costará 10 dólares. El banco retira 10 dólares de la cuenta del importador, y va al mercado de divisas. Encuentra un individuo (elemento C) dispuesto a intercambiar 1000 yenes por 10 dólares. Transfiere los 10 dólares a ese individuo. Entonces toma los 1000 yen y lo transfiere a la cuenta bancaria del exportador japonés."
De esta manera, se completa la transacción. Lo que hizo posible la transacción (es decir, con un precio aceptable para el importador) fue el elemento C como mediador en la permuta de divisas. Por esto la teoría monetaria moderna concluye que la importación ha sido posible gracias al deseo extranjero de la moneda del importador.
Los defensores de la TMM como Warren Mosler (candidato independiente a la presidencia de EE. UU. y en 2018 a gobernador de las U.S. Virgin Islands) sostienen que los déficit comerciales no necesitan ser insostenibles y son beneficiosos para el nivel de vida a corto plazo. Las importaciones son un beneficio económico para la nación importadora porque le proporciona bienes reales que puede consumir, que de otro modo no habría tenido. Y se concluye que las importaciones son un beneficio económico para el país importador debido a que los bienes reales que se entregan de cualquier otra manera sería imposible de obtener. Debe notarse que esta visión contradice la visión tradicional de los modelos económicos que apuntan a la insostenibilidad de los déficits comerciales recurrentes y crecientes como se ha constatado en distintos países. 
Las exportaciones, por otro lado, son un coste económico para la nación exportadora, ya que están perdiendo bienes reales que podrían haber consumido. La teoría monetaria moderna no deja de lado, sin embargo, el hecho de que el país importador ha dado parte de su dinero a manos extranjeras, y la posesión de esta moneda representa una futura demanda de mercancía del país importador. Esta futura demanda es, en la práctica, una opción de compra sobre los activos del país importador podrá, por tanto, encontrarse a sí mismo en el futuro renunciando a sus activos. Salidas, que como se indicó anteriormente, son un coste.
Además, la teoría monetaria moderna no subestima que las importaciones de productos baratos puedan provocar la quiebra de las empresas locales que fabrican bienes similares, pero a costos más altos, y por lo tanto, generar desempleo. Pero lo consideran como un juicio subjetivo basado en valores no económicos. Depende si una nación decidir considerar los beneficios de una mercancía de importación de bajo precio en un sector específico por encima de la consiguiente pérdida de empleo nacional en ese sector en particular.
La teoría monetaria moderna no ignora el efecto de un exceso de demanda de bienes disponibles muy inelásticos, como el petróleo, por ejemplo. Dicha teoría es consistente que una nación, que depende en gran medida de las importaciones, puede experimentar un choque causado por la escasez de bienes si el nivel de intercambio comercial se reduce significativamente. Una de las tareas de los bancos centrales es hacer un intercambio monetario en el mercado de divisas para evitar un impacto excesivo sobre los tipos de cambio entre las monedas.

#### El sector exterior y la banca comercial exterior
Así, una importación neta crea la propiedad extranjera de la moneda. Sin embargo, es importante tener en cuenta que en realidad el dinero nunca abandonan el país importador. El propietario extranjero de la moneda local puede pasar ya sea en la compra de bienes locales o depositarlo en el sistema bancario local, negando que en el extranjero se puedan acumular monedas del país en la medida, no ya de que se conviertan en activo de reserva (como los dólares o los euros), sino incluso como medio de pago interno (como ocurre con los dólares en muchos países de moneda frágil). En estas dos perspectivas, el dinero termina en el sistema bancario local. Aunque se pueden producir episodios de fuga de capitales, si se pierde la confianza en el futuro del país.

#### El sector exterior y el Estado
Utilizando el mismo razonamiento de las transacciones verticales, incluso si el propietario extranjero compra bonos estatales en moneda local denominados en esa moneda y emitidos por emisores de nación esta misma moneda, el dinero pagado a la maduración del título pública no puede retornar, en última instancia, en la emisión de la nación como si estuviera siempre. (Los bancos pueden, sin embargo, competir entre sí con el fin de atraer este dinero mediante la emisión de valores tales como bonos y acciones, se volvió hacia el mercado externo. Este fenómeno se define por el término offshore funding.)
Debe hacerse hincapié en que la deuda denominada en moneda extranjera es un verdadero riesgo económico en una nación profundamente endeuda porque no puede crear la moneda extranjera. Por lo tanto, para ser capaz de pagar esta deuda antes de su vencimiento, se debe asegurar de que durante este período, la demanda externa de su moneda es siempre consistentemente alta. Un colapso del tipo de cambio de divisa potencialmente podría multiplicarse varias veces en una deuda asintótica, lo que hace imposible la extinción. La dificultad en el pago de esta deuda puede llevar al país a la quiebra. El Estado también puede adoptar una estrategia basada en las exportaciones, o efectuar un aumento en la tasa de interés con el fin de atraer a los inversores extranjeros a su propia moneda. Cada una de estas opciones tiene repercusiones negativas en la economía.
La crisis de la deuda, que comenzó en 2009 en los países denominados "PIIGS", refleja este riesgo cuando Portugal, Irlanda, Italia, España, Grecia emitieron deuda en nominalmente su divisa - el euro- pero que no pueden crearlos ellos mismos, es una "cuasi-divisa".

## Implantación de políticas económicas
Con base en los aspectos descriptivos expuestos por los autores y defensores de la teoría monetaria moderna punto a una serie de metodologías para gestionar la economía. Estas directrices se extienden a todo lo largo del espectro político, de las garantías en el trabajo apoyado por la izquierda a los recortes de impuestos tradicionalmente apoyadas por la derecha.
La TMM asegura que el sistema de moneda de curso legal es preferible el sistema de dinero mercancía. En el sistema de moneda de curso legal, es posible el gasto deficitario del gobierno para estimular el mercado de otro modo imposible en un sistema basado en dinero mercancía. Dicha teoría afirma que la palabra "endeudamiento" es un término incorrecto cuando se trata de las operaciones fiscales de un gobierno soberano, porque lo que el gobierno está haciendo es aceptar sus propios préstamos y nadie puede pedir prestados sus propios instrumentos de deuda. El gobierno soberano entra en deuda emitiendo sus propios pasivos que son riqueza financiera para el sector privado. "La deuda privada es deuda, pero la deuda pública es riqueza financiera para el sector privado". Pero también afirman que los sistemas de una sola moneda, como el euro , crean desequilibrios comerciales inestabilidad económica decisiva que con el tiempo conduce a un sistema monetario poco práctico.
En esta teoría, el gobierno soberano no está financieramente limitado en su capacidad de gastar. Se afirma que el gobierno puede darse el lujo de comprar cualquier cosa que esté a la venta en moneda que emita (puede haber restricciones políticas, como una ley de techo de deuda ). La única limitación es que el gasto excesivo de cualquier sector de la economía (hogares, empresas o público) tiene el potencial de provocar presiones inflacionistas.
Algunos economistas de la TMM consideran que el mejor método para lograr eliminar el desempleo involuntario y conseguir la estabilidad de precios es un esquema de garantía de empleo financiado por el gobierno. En otras palabras, el Estado es responsable de garantizar, a través de la oferta de puestos de trabajo por lo general en el salario mínimo en el sector público, una ocupación a todos los ciudadanos para que el sistema funcione como una medida de la brecha estabilización automática para la economía en su conjunto. La garantía de empleo, de hecho actuaría de forma elástica y cíclica, por lo tanto, a su disminución reduciría el déficit por ralentizar el funcionamiento de una economía en plena aceleración y para su expansión aumentaría el déficit mediante la estimulación de las economías deprimidas. Los promotores afirman que esto puede ser consistente con la estabilidad de precios, ya que se dirige directamente al desempleo en lugar de intentar aumentar la creación de empleo del sector privado indirectamente a través de un estímulo económico mucho mayor y mantiene un "stock de reserva" de mano de obra que puede cambiar fácilmente al sector privado cuando aparezcan puestos de trabajo disponibles. Un programa de garantía de empleo también podría considerarse un poderoso estabilizador automático de la economía, que se amplía cuando la actividad del sector privado se enfría y se reduce de tamaño cuando esta se acelera.
Algunos de los principales defensores de la teoría monetaria moderna, como Warren Mosler, sugieren amplias reducciones de impuestos o una suspensión completa de impuestos (puente sin impuestos) en el caso de un alto desempleo y bajo crecimiento económico. De acuerdo con la teoría monetaria moderna, reducir la carga fiscal puede facilitar la recuperación de la economía mediante el consumo de este modo aumentar la producción y el empleo.

## Defensores
El principal centro desde donde ha renacido esta teoría es la Universidad de Misuri-Kansas City, donde enseñan Randall Wray, Stephanie Kelton (economista jefe del comité de presupuesto del Senado de Estados Unidos, ), William Black, Michael Hudson, y en la sede del Centro para el pleno empleo y la estabilidad de los precios de Warren Mosler. La versión de la teoría popular de este último se conoce como Economía Mosler-TMM (ME-MMT), traducible como economía mosleriana.
James Kenneth Galbraith, hijo de reputado economista John Kenneth Galbraith, es uno de los más famosos defensores de la teoría y en 2010 escribió el prefacio del libro de Mosler titulado Siete Fraudes mortal inocentes de la política económica.
Los economistas Warren Mosler , L. Randall Wray , Stephanie Kelton , Bill Mitchell y Pavlina R. Tcherneva son en gran parte responsables de revivir la idea del chartalismo como una explicación de la creación de dinero; Wray se refiere a esta reformulación como Neo-Chartalism .
Bill Mitchell, Profesor de Economía y Director del Centro de Empleo Total y Equidad o CofFEE , en la Universidad de Newcastle, Nueva Gales del Sur, se refiere a un creciente trabajo teórico relacionado como la Teoría Monetaria Moderna . Pavlina R. Tcherneva ha desarrollado el primer marco matemático para la TMM y se ha centrado en gran medida en el desarrollo de la idea del trabajo garantizado.
Scott Fullwiler ha agregado el análisis técnico detallado de los sistemas bancarios y monetarios.
El libro de Rodger Malcolm Mitchell Free Money (1996) describe en términos sencillos la esencia del charalismo.
Algunos autores contemporáneos, como Wray, sitúan el chartalismo en la economía postkeynesiana , mientras que el chartalismo ha sido propuesto como una teoría alternativa o complementaria a la teoría del circuito monetario, ambas formas de dinero endógeno, es decir, el dinero creado dentro de la economía, como puede ser el caso de un gobierno mediante Déficit presupuestario o préstamos bancarios, y no desde el exterior, como por el oro. En la visión complementaria, el chartalismo explica las interacciones "verticales" (gobierno a privado y viceversa), mientras que la teoría de circuitos es un modelo de las interacciones "horizontales" (privadas a privadas).
Hyman Minsky parecía favorecer un enfoque charalista para comprender la creación de dinero en su estabilización de una economía inestable, mientras que Basil Moore, en su libro Horizontalists and Verticalist, delinea las diferencias entre el dinero bancario y el dinero estatal.
Steven Hail de la Universidad de Adelaida es otro conocido economista de la TMM.
El economista australiano Rohan Grey, profesor de Economía en la Universidad de Willamette (Oregón), es otro defensor de la TMM. Es fundador y presidente de la Red de Moneda Moderno (Red de Dinero Moderno-Modern Money Network), investigador del Instituto Mundial para la Prosperidad Sostenible (GISP) (Global Institute for Sustainable Prosperity (GISP), director de investigación del Instituto de Moneda Fiduciaria Digital (Digital Fiat Currency Institute). En su libro El mito del déficit, el economista desmonta conceptos básicos como el dinero, la deuda o los impuestos.

## Críticos
La teoría ha recibido críticas generalizadas de una variedad de escuelas de pensamiento económico tanto por su enfoque teórico, las bases en las que se asienta y sus recomendaciones en términos de política económica.
El economista post-keynesiano Thomas Palley sostiene que la TMM es básicamente una repetición de las teorías económicas keynesianas, pero con un "análisis simplista" y que subestima el riesgo de aplicación de estas políticas. En un artículo posterior, Palley crítico la teoría con base en suposiciones sobre el problema del conflicto fiscal y monetaria, y niega la afirmación de dicha teoría que el análisis keynesiano clásico no toma en cuenta las limitaciones financieras de un gobierno sobre el tema de dinero. Palley muestra cómo estas ideas se destacan en los modelos keynesianos de acciones de flujo constante IS-LM, y cómo han sido claramente entendido por los economistas keynesianos desde hace décadas. Afirma que las políticas propuestas por la TMM causarían serias inestabilidades financieras en una economía abierta con tipos de cambio flexibles, mientras que el uso de tipos de cambio fijos llevaría a las limitaciones financieras bajo el gobierno de entonces "socavado el argumento principal que la soberanía monetaria sería liberar el los gobiernos de las reglas básicas del mercado y las limitaciones financieras". La ataca afirmando que carece de una teoría plausible de la inflación, particularmente en el contexto de pleno empleo que utiliza su sistema propuesto "empleador de última instancia", la falta de consideración de la inestabilidad financiera que podría resultar de las tasas de interés cero permanentes y una sobreestimación de la importancia del dinero impreso por el gobierno. Por último, Palley concluyó que esta teoría no ofrece nuevos puntos de vista con respecto a la teoría monetaria, mientras que hacer afirmaciones sin fundamento acerca de las políticas macroeconómicas. Afirma que esta teoría ha recibido atención solo porque "es controvertido para los tiempos de la depresión". Además, Palley afirma que la TMM muestra un desconocimiento y no explica ni analiza las causas de la inflación, fracasando la TMM en explicar el origen de la inflación -especialmente- en un contexto de políticas de pleno empleo (ELR)  que proponen los teóricos de la TMM.
Marc Lavoie dice que, si bien el argumento neocartalista es "esencialmente correcta", muchas de sus afirmaciones son contra-intuitivo debido a la naturaleza y "confuso" "ficticia" de las operaciones de los bancos centrales y el gobierno.
El economista neokeynesiano y premio Nobel Paul Krugman cree que la visión expuesta por la teoría monetaria moderna, según la cual el déficit no es importante, siempre y cuando usted tiene su propia moneda es "simplemente incorrecta.", acusando a los partidarios de la TMM de participar en un juego económico (calvinball) en el que cambian las reglas de la macroeconomía y la explicación del fenómeno inflacionario a conveniencia. Afirma que esta teoría es también compatible con el déficit presupuestario del gobierno e ignora las implicaciones en términos de inflación por mantener el déficit presupuestario cuando la economía está creciendo.
Los partidarios sostienen que la teoría monetaria moderna respondió haciendo hincapié en la forma en posiciones críticas revelan una falta de comprensión de la teoría. Aunque los críticos a menudo representan la teoría monetaria moderna como un partidario de la idea de que "los déficits no importan", los autores chartalistas han declarado explícitamente que esto no es un principio en la teoría.
El economista de la escuela austriaca Robert P. Murphy dice que "la imagen del mundo descrito por la teoría monetaria moderna no corresponde a las expectativas" y que la descripción que parece ser "totalmente equivocada". Observa cómo la afirmación de la TMM a reducir la deuda pública erosiona el ahorro privado es cierto solo para la parte del ahorro privado que no se invierte y afirma que las identidades de las cuentas nacionales que se utilizan para explicar este aspecto de la TMM se pueden también utilizar para apoyar el argumento de que los claros de deuda pública de la inversión del sector privado. Daniel Kuehn, Centro Asociado de Investigación de Trabajo, Servicios Humanos y Población en el Instituto Urbano en Washington D. C. , expresó su pleno acuerdo con la opinión de Murphy, afirmando que "la economía no es la contabilidad" y "confuso presupuesto equilibrado y leyes de comportamiento es malo para la economía ".
En las especies críticas de Murphy se ilustra con un ejemplo hipotético en el cual Robinson Crusoe viva en un mundo sin sistema monetario, lo que demuestra cómo es posible que Crusoe salva por las entradas anteriores y por lo tanto confirma que a pesar de lo que los economistas de la teoría monetaria moderna argumentan, el déficit presupuestario no es necesario el ahorro. Los economistas chartalistas han hecho hincapié, sin embargo, que la piedra angular de los modernos principios de la teoría monetaria son propósito fundamental de describir la economía de un Estado con soberanía monetaria.
Murphy también critica la teoría monetaria moderna porque cree que la deuda pública no son capital para el sector privado en su conjunto ya que el título solo se puede canjear en la madurez es decir, solo después de que el Gobierno "se han recogido los fondos necesarios procedente del mismo grupo de contribuyentes en el futuro".
De forma complementaria, se remarca que la consideración de la deuda pública como capital para el sector privado depende de si éste lo acepta como tal. Cuando la confianza de los agentes en el pago al vencimiento de la deuda pública no reduce, los agentes optan por no comprar dicha deuda, lo que muestra que niega su carácter de "capital" para convertirlo en una "promesa de pago" a evaluar. 
En respuesta a esta observación, los defensores de la teoría monetaria moderna espectáculo que el pago de intereses de la deuda pública no necesariamente deben ser derivados de los impuestos, ya que las compras de esos valores pueden ser a través de la creación de dinero en lugar de a través de impuestos.
J. Bradford DeLong, exasesor del presidente Clinton y profesor de economía en Berkeley, indica que la teoría monetaria moderna no es una teoría, sino una tautología. Otros críticos han dicho que la teoría monetaria moderna "hace caso omiso de las lecciones de la historia" y es "fatalmente defectuoso".